# Gare de Caux (Suisse)
Ne doit pas être confondu avec Gare de Caux.
La gare de Caux est une gare ferroviaire située sur le territoire de la localité de Caux, appartenant à la commune suisse de Montreux, dans le canton de Vaud.

## Situation ferroviaire
Établie à 1 054 mètres d'altitude, la gare de Caux est située au point kilométrique 2,17 de la ligne Montreux-Glion-Rochers de Naye. Elle est située entre les gares de Le Tremblex (en direction de Montreux) et des Echets (en direction des Rochers-de-Naye).
Elle est dotée de trois voies, dont une voie en impasse accessible depuis l'amont, et de trois quais. En service nominal, seule une seule voie est desservie par les trains de voyageurs. On y trouve également une voie de remise terminée par un petit cabanon en bois.

## Histoire
La ligne de Glion aux Rochers-de-Naye ouvre en 1892 et, avec elle, la gare ferroviaire de Caux. Enfin, la section de Montreux à Glion est inaugurée le 7 avril 1909, ce qui explique que le comptage des points kilométriques soit distinct entre les deux sections. L'ensemble de la ligne a été électrifiée en 1938. Les trains suivant l'horaire cadencé de la ligne se croisent exclusivement dans cette gare.

## Service des voyageurs

### Accueil
Gare des MVR, elle est dotée d'un bâtiment voyageurs à proximité duquel on peut trouver un distributeur automatique de titres de transport. La gare n'est pas accessible aux personnes à mobilité réduite.

### Desserte
La gare de Caux est desservie une fois par heure et par sens par des trains Regio reliant la gare de Montreux à Haut-de-Caux ou la gare des Rochers-de-Naye suivant les périodes de l'année. Certains trains de début ou de fin de journée sont également limités à Hauts-de-Caux.

### Intermodalité
La gare de Caux n'est en correspondance avec aucune autre ligne de transports en commun.